# Scheloribates bilineatus
Scheloribates bilineatus är en kvalsterart som beskrevs av Balogh 1958. Scheloribates bilineatus ingår i släktet Scheloribates och familjen Scheloribatidae. Inga underarter finns listade i Catalogue of Life.